# Цистерна Базилика
Цисте́рна Бази́лика (греч. Βασιλική Κινστέρναı) — одно из самых крупных и хорошо сохранившихся древних подземных водохранилищ Константинополя, имеющее некоторое сходство с дворцовым комплексом. Расположена в историческом центре Стамбула в районе Султанахмет напротив Собора Святой Софии. По состоянию на август 2022 года открыта после реставрации.

## История
«Цистерна» переводится с греческого как «водохранилище». На 2013 год только под дворцом Топкапы найдено около 40 цистерн. В Базилике хранился резерв питьевой воды на случай засухи или осады города, вода доставлялась по водопроводу и акведукам (в том числе и по самому большому акведуку Константинополя — акведуку Валента) из источников Белградского леса, расположенных в 19 км к северу от города.
Строительство цистерны было начато греками во время правления императора Константина I и закончено в 532 году при императоре Юстиниане. Размеры подземного сооружения — 145 × 65 м, ёмкость — 80 000 м³ воды. Сводчатый потолок цистерны поддерживают 336 колонн (12 рядов по 28 колонн) 8-метровой высоты, колонны стоят на расстоянии 4,80 м друг от друга, стены толщиной 4 м сделаны из огнеупорного кирпича и покрыты специальным водоизоляционным раствором.
Бо́льшая часть колонн взята из античных храмов, поэтому они отличаются друг от друга сортом мрамора и видом обработки, часть из них состоит из одной, другие из двух деталей, у двух колонн в основании головы Медузы Горгоны (одна из них расположена вниз головой, другая повёрнута на бок, предположительно для того, чтобы никто не боялся окаменеть, взглянув в глаза этого чудовища). Неизвестно, откуда они привезены и какому древнему сооружению принадлежали раньше (блок с похожей головой находится во дворе Археологического музея Стамбула). По соседству находится «Бассейн желаний».
Цистерна активно использовалась до захвата Константинополя османами, впоследствии водохранилище было заброшено и сильно загрязнено (при этом дважды проводились ремонты сооружения: в 1723 году при Ахмеде III и в XIX веке при Абдул-Хамиде II), и только в 1987 году в очищенной Цистерне открылся музей.
После бондовского фильма «Из России с любовью» (1963) цистерна Базилика стала фигурировать в фильмах и приключенческих романах, среди которых «Инферно» Дэна Брауна, «Непобедимое Солнце» В. Пелевина, «Баудолино» Умберто Эко.

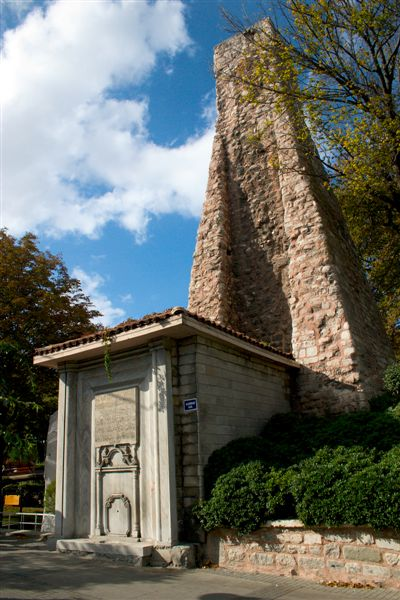
Вход в Цистерну Базилики
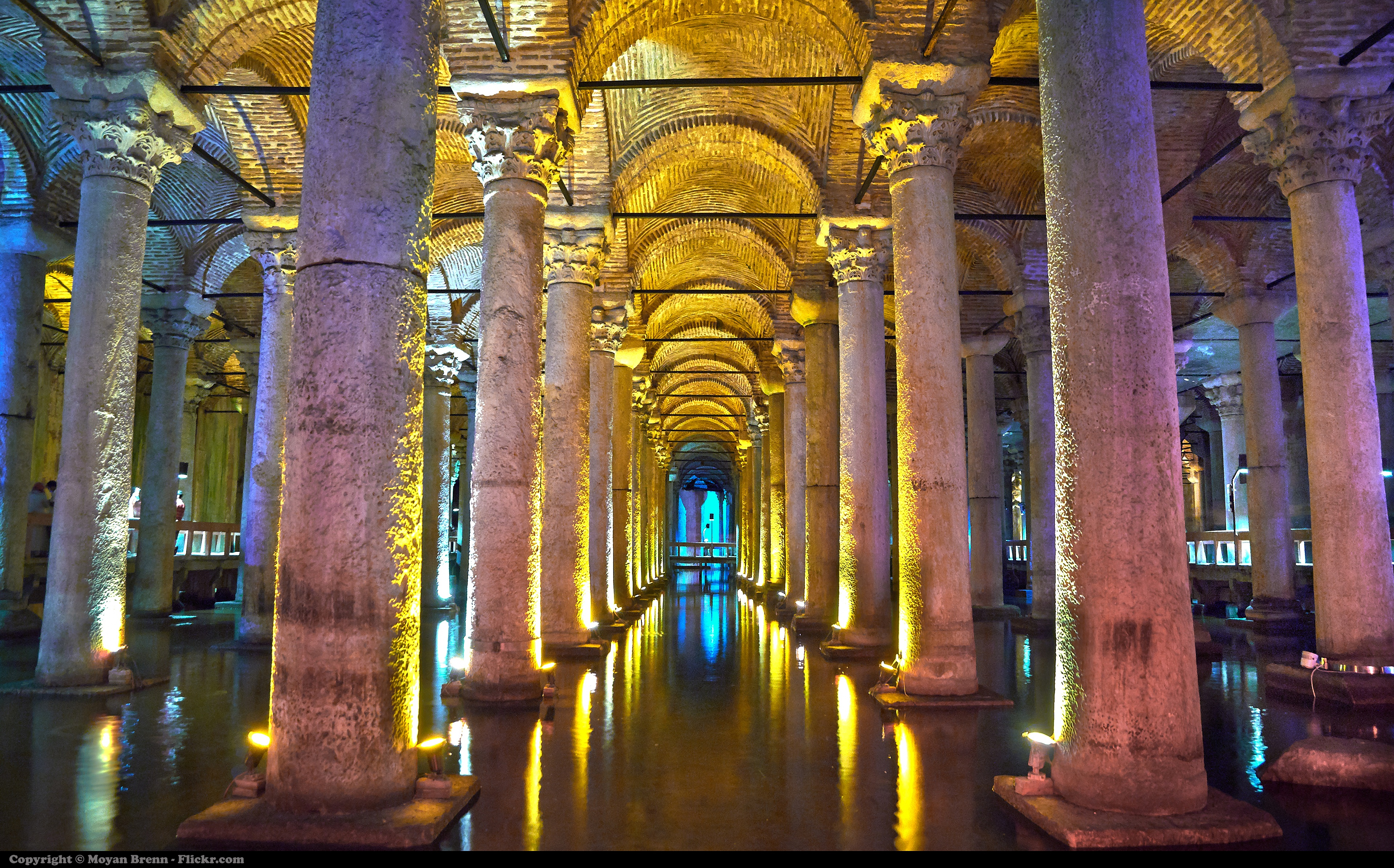
Цистерна Базилика
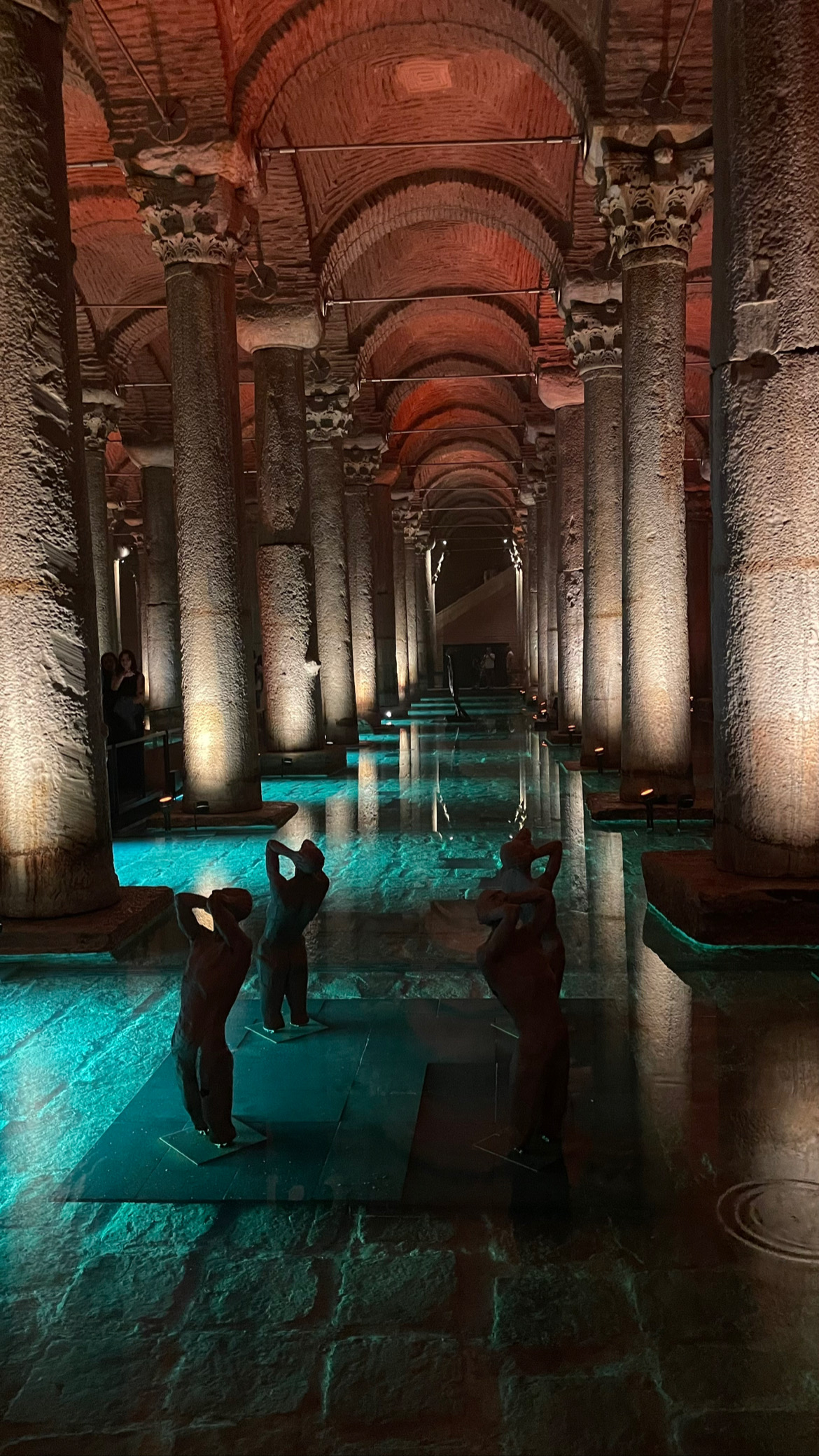
Другой вид леса колонн
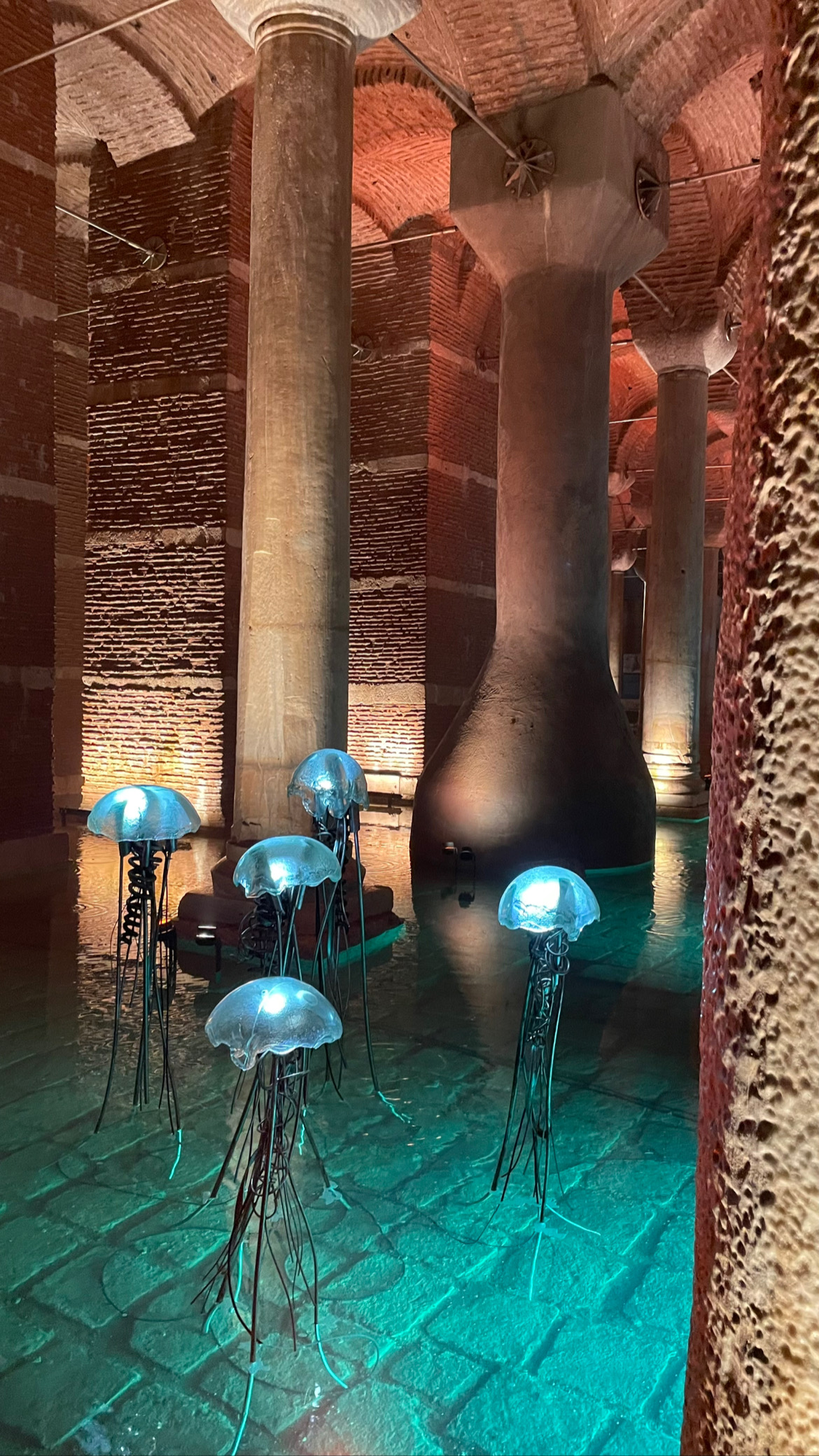
Другой вид леса колонн
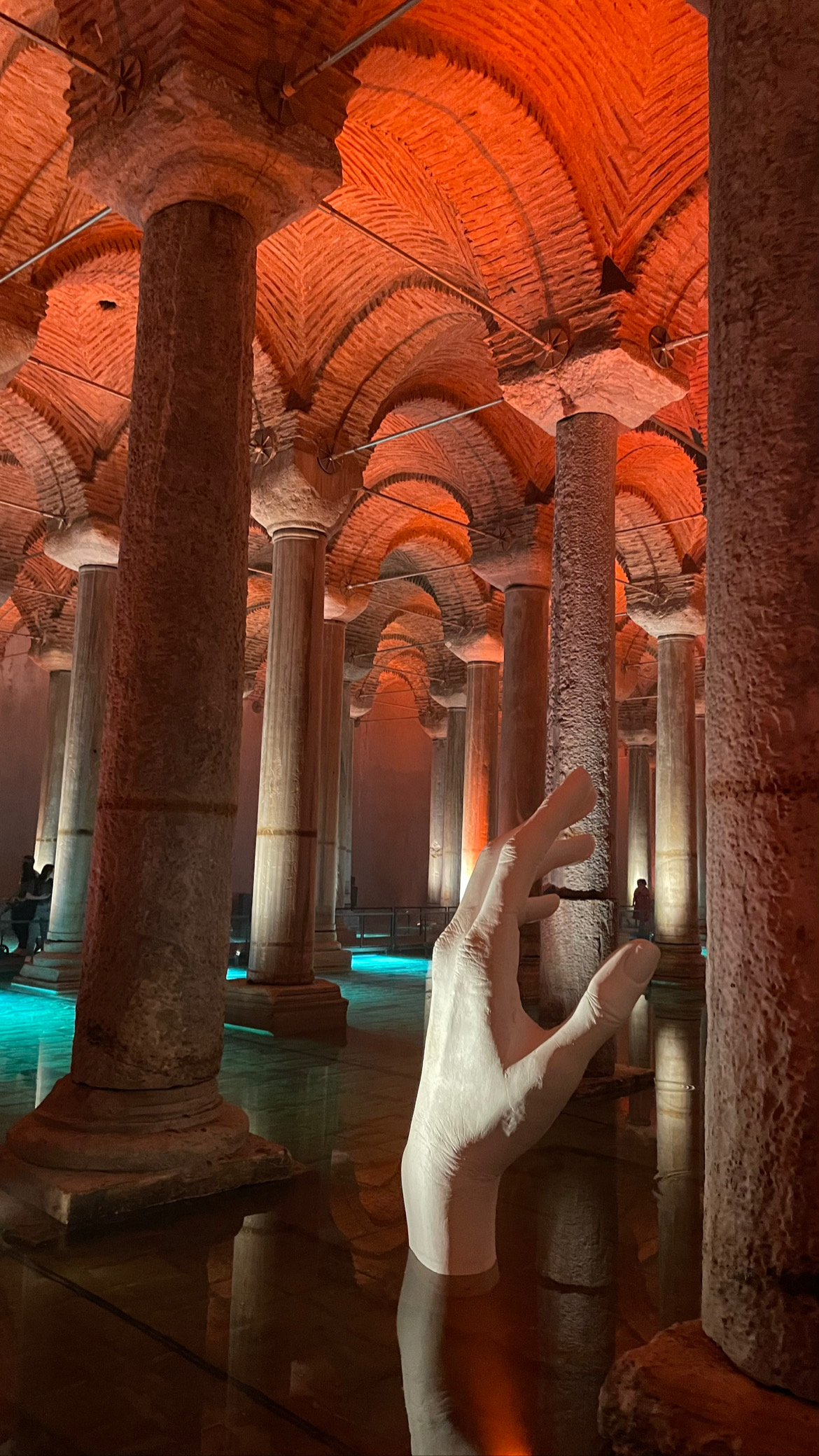
Другой вид леса колонн
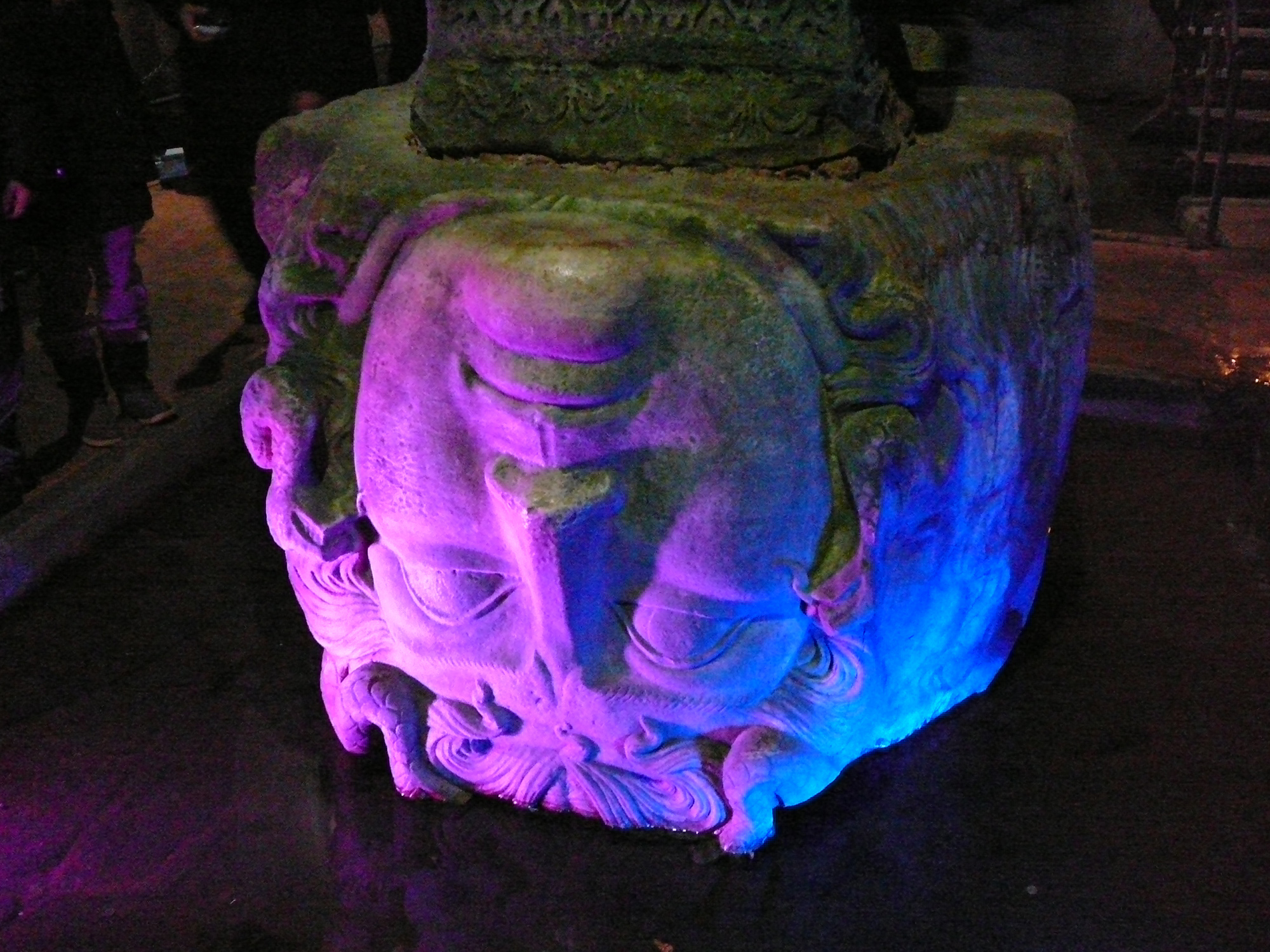
Колонна с головой Медузы у основания
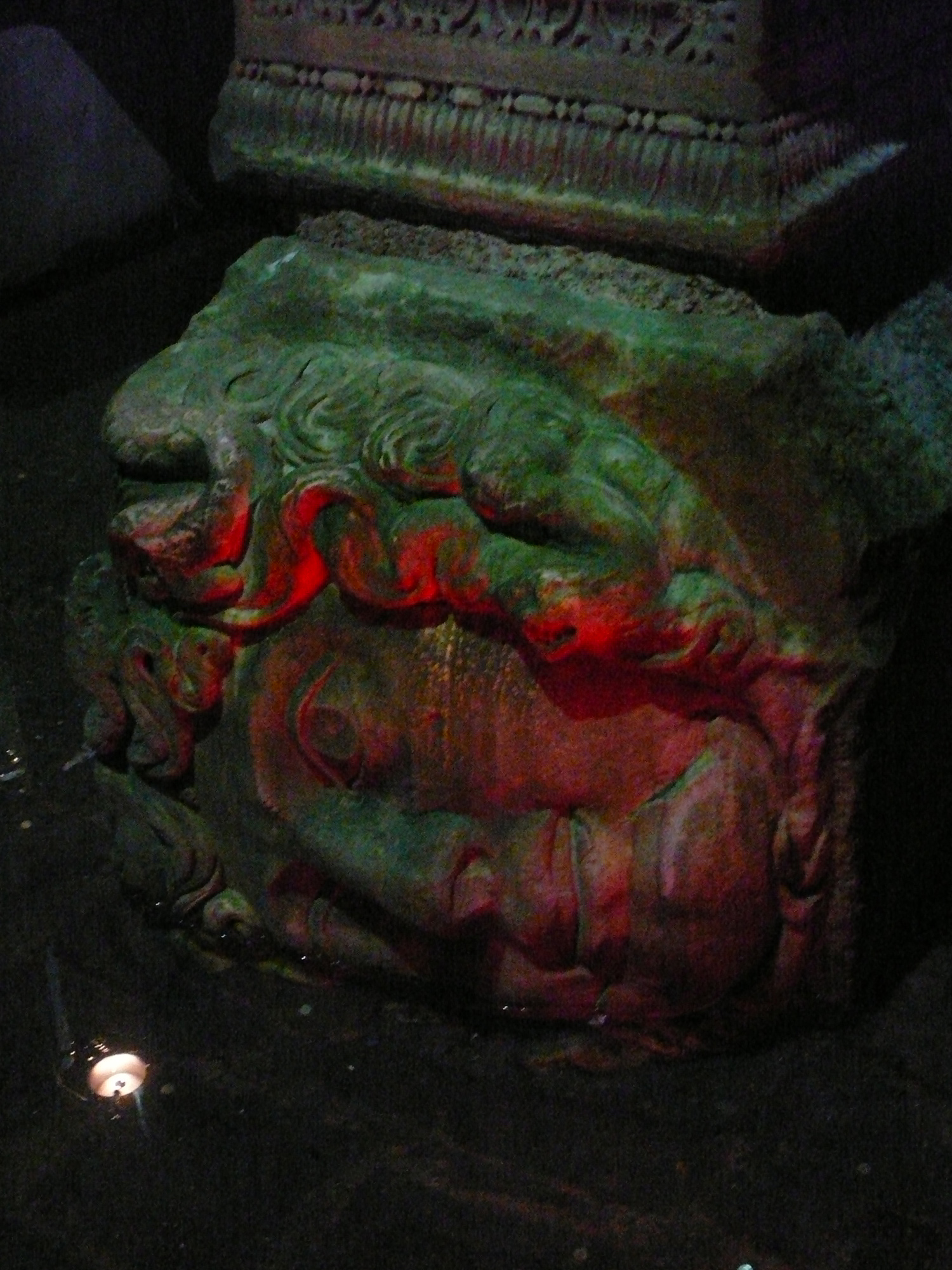
Другая колонна с головой Медузы